# Пантелеймон
Пантелеймо́н — мужское русское личное имя греческого происхождения; восходит к греч. Παντελεήμων, от παντελεία («пантелейя») — «совершенство», «высшая ступень»; в древнегреческой мифологии παντελεία — эпитет Зевса. Другая версия связывает имя с παν (род. п. παντος) — «все-» и ελεήμων — «милосердный», «милостивый».
Церковнославянская форма имени — Пантелеи́мон. До середины XVII века в святцах использовались также формы Панталеон, Пантолеон. Народные формы имени — Пантелеон, Пантелей, Пантелемон, Пентелей, Пантелимон; краткие разговорные — Панько, Пенько, Петеля, Пантей и другие.
В христианском именослове имя Пантелеймон соотносится прежде всего с великомучеником Пантелеимоном (†305), традиционно считающимся покровителем воинов и в то же время почитаемый как целитель; в католической традиции Пантелеимон — святой патрон врачей.
От имени Пантелеймон произошли фамилии Пантелеймонов, Пантелеев, Пантелеймоненко и Пантелейчук.  

## Именины
Православные именины (даты даны по григорианскому календарю):
- 22 января, 9 августа, 27 ноября, 29 ноября